# Gouvernement Ntsay III
Pour les articles homonymes, voir Gouvernement Ntsay.
IVe République
Ntsay II Ntsay IV
Le gouvernement Ntsay III est l'exécutif de Madagascar depuis juillet 2019. Il est dirigé par le Premier ministre Christian Ntsay, haut fonctionnaire nommé le 4 juin 2018 chef d'un gouvernement d'union par le président de la République Hery Rajaonarimampianina et reconduit en janvier 2019 par le président Andry Rajoelina  élu le 19 décembre 2018 et maintenu en fonction après les élections législatives tenues le 27 mars 2019.
À la suite de la démission d'Andry Rajoelina le 9 septembre 2023, le gouvernement exerce la présidence de la République par intérim jusqu'au 27 octobre 2023.

## Historique

### Formation
Le gouvernement est formé le 20 juillet 2019.
À la suite de la démission du président Andry Rajoelina le 9 septembre 2023 pour pouvoir se présenter à l'élection présidentielle du 9 novembre suivant, et le refus du président du Sénat d'assurer l'intérim de la présidence, le gouvernement Ntsay exerce collégialement celui-ci.

### Succession
Le président Andry Rajoelina est réélu et a été investi le 16 décembre 2023. Et quelques semaines après, soit le 4 janvier 2024, il a reconduit Christian Ntsay comme Premier ministre.

## Remaniement du 29 janvier 2020
Après le remaniement du 29 janvier 2020, sa composition est la suivante :
- Ministre de la Défense nationale : général de corps d’armée Richard Rakotonirina
- Ministre des Affaires étrangères : Dr Djacoba Liva Tehindrazanarivelo
- Ministre de l’Économie et des Finances : Richard Randriamandrato
- Garde des Sceaux, Ministre de la Justice : Johnny Richard Andriamahefarivo Randrianasolo
- Ministre de l’Intérieur et de la Décentralisation : Tianarivelo Razafimahefa
- Ministre de la Sécurité publique : contrôleur général de police Rodellys Fanomezantsoa Randrianarison
- Ministre de l’Aménagement du territoire, de l’Habitat et des Travaux Publics : Hajo Andrianainarivelo
- Ministre de l’Éducation nationale et de l’Enseignement technique et professionnel : Mme Rijasoa Josoalasisambatra Andriamanana
- Ministre de la Santé publique : professeur Ahmad Ahmad, limogé le 21 août 2020, remplacé par Jean Louis Rakotovao[6]
- Ministre de l’Agriculture et de l’Élevage et de la Pêche : Fanomezantsoa Lucien Ranarivelo
- Ministre de l’Énergie et des Hydrocarbures : Christian Ramarolahy
- Ministre des Mines et des Ressources stratégiques : Fidiniavo Ravokatra
- Ministre des Transports, du Tourisme et de la Météorologie : Joël Randriamandranto
- Ministre du Travail, de l’Emploi, de la Fonction publique et des Lois sociales : Mme Gisèle Ranampy
- Ministre de l’Enseignement supérieur et de la Recherche scientifique : Mme Elia Béatrice Assoumacou
- Ministre de l’Industrie, du Commerce, et de l’Artisanat : Mme Lantosoa Rakotomalala
- Ministre de l’Environnement et du Développement durable : Mme Baomiavotse Vahinala Raharinirina
- Ministre des Postes, des Télécommunications et du Développement numérique : Andriamanohisoa Ramaherijaona
- Ministre de la Population, de la Protection sociale et de la Promotion de la Femme : Mme Irmah Naharimamy
- Ministre de la Jeunesse et des Sports : Roberto Tinoka
- Ministre de la Communication et de la Culture : Mme Lalatiana Andriatongarivo Rakotondrazafy
- Secrétaire d’État auprès du ministère de la Défense nationale chargé de la Gendarmerie : général de division Richard Ravalomanana
- Ministre de l’Eau, de l’Assainissement et de l’Hygiène :  Voahary Rakotovelomanantsoa
- Vice-ministre chargé des Villes nouvelles et de l’Habitat : Angelo Michael Zasy

## Remaniement du 15 août 2021
Le 15 août 2021, le gouvernement est remanié suivant la liste suivante, :
- Ministre de la Défense nationale : Général de corps d’armée Richard Rakotonirina
- Ministre des Affaires étrangères : Patrick Rajoelina
- Ministre de l’Économie et des Finances : Rindra Hasimbelo Rabarinirinarison
- Garde des Sceaux, Ministre de la Justice : Imbiki Herilaza
- Ministre de l’Intérieur et de la Décentralisation : Pierre Houlder
- Ministre de la Sécurité publique : contrôleur général de police Rodellys Fanomezantsoa Randrianarison
- Ministre de l’Aménagement du territoire, de l’Habitat et des Travaux publics : Hajo Andrianainarivelo
- Ministre de l’Éducation nationale et de l’Enseignement technique et professionnel : Marie Michele Sahondrarimalala
- Ministre de la Santé publique : Pr Zely Randriamanantany
- Ministre de l’Agriculture, de l’Élevage et de la Pêche : Harifidy Ramilison
- Ministre de l’Énergie et des Hydrocarbures : Andry Ramaroson
- Ministre des Mines et des Ressources stratégiques : Brice Randrianasolo (démissionne au bout de trois jours, intérim du poste occupé par le Premier ministre Christian Ntsay[9])
- Ministre des Transports, du Tourisme et de la Météorologie : Roberto Tinoka
- Ministre du Travail, de l’Emploi, de la Fonction publique et des Lois sociales : Mme Gisèle Ranampy
- Ministre de l’Enseignement supérieur et de la Recherche scientifique : Mme Elia Béatrice Assoumacou
- Ministre de l’Industrie, du Commerce, et de l’Artisanat : Sophie Ratsiraka
- Ministre de l’Environnement et du Développement durable : Mme Baomiavotse Vahinala Raharinirina
- Ministre des Postes, des Télécommunications et du Développement numérique : Tahina Razafindramaro
- Ministre de la Population, de la Protection sociale et de la Promotion de la Femme : Princia Soafilira
- Ministre de la Jeunesse et des Sports : Hawel Mamod'alI
- Ministre de la Communication et de la Culture : Mme Lalatiana Andriatongarivo Rakotondrazafy
- Vice-ministre chargé de l’Élevage : Docteur Raymond[Information douteuse]
- Vice-ministre de la Jeunesse : Juliana Tahina Ratovoson
- Vice-ministre de la forestation : Haingosoa Hortencia Antoinésie
- Vice-ministre chargé des Villes nouvelles et de l’Habitat : Gérard Andriamnohisoa